# Julen Aguinagalde
Julen Aguinagalde Akizu, né le 8 décembre 1982 à Irun, est un joueur de handball international espagnol. Il évolue actuellement au poste de pivot au sein de l'équipe polonaise de KS Kielce. Il mesure 1,95 m pour 110 kg. Avec l'équipe nationale espagnole, il est notamment Champion du monde en 2013 et double champion d'Europe en 2018 et 2020.

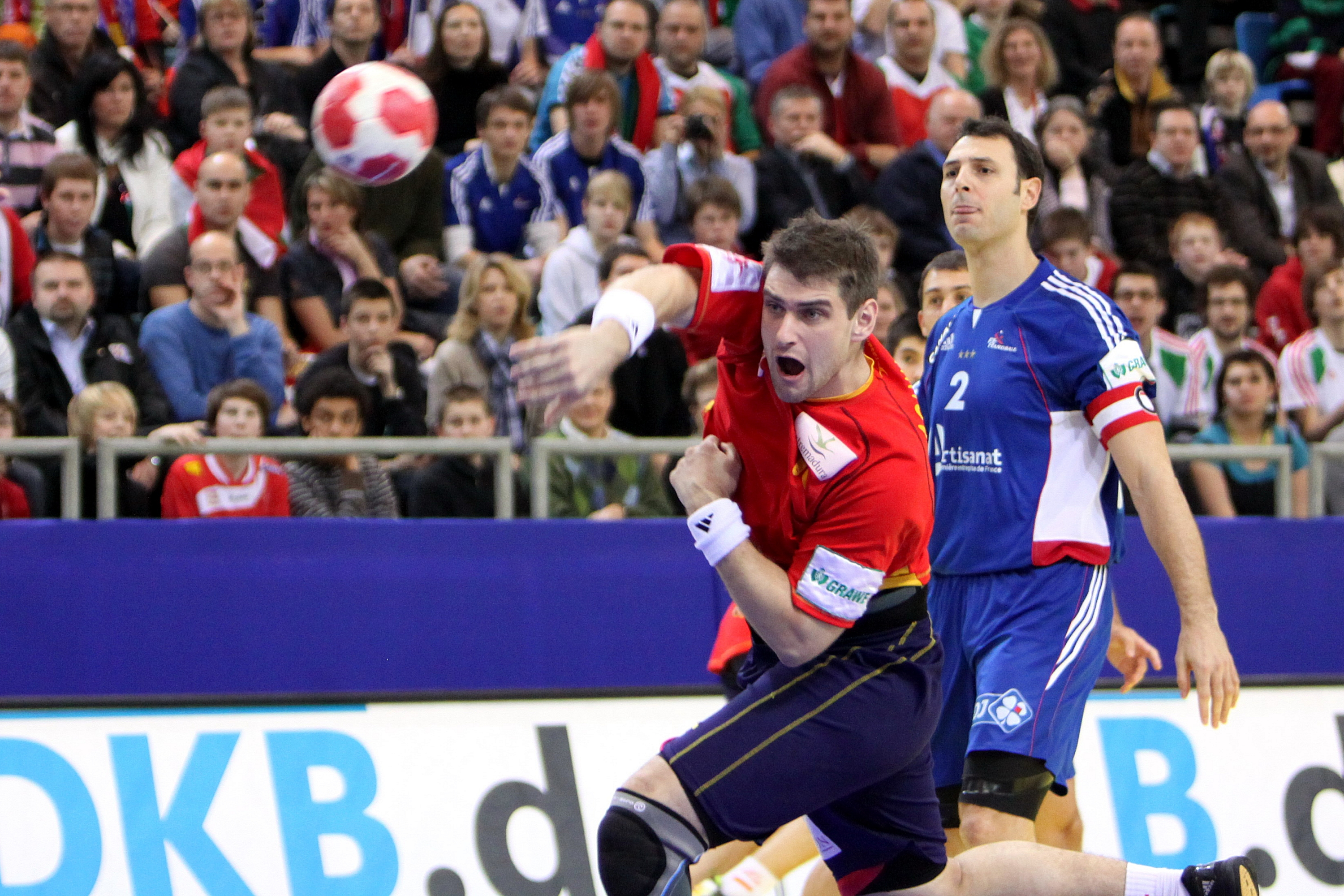
Julen Aguinagalde tire devant le Français Jérôme Fernandez lors du championnat d'Europe 2010.

## Biographie
Il a d'abord joué pour le Bidasoa Irun entre 1999 et 2006 avant d'intégrer l'effectif de l'Ademar León jusqu'en 2009. Après avoir pris part à sa première grande compétition au Championnat d'Europe 2008 en Norvège, il est présélectionné pour les Jeux olympiques de 2008, mais Juan Carlos Pastor décide finalement de ne pas le sélectionner. Il est transféré au Club Balonmano Ciudad Real à l'été 2009. Il y est élu à trois reprises meilleur joueur du Championnat d'Espagne en 2010, en 2012 et enfin en 2013. Lors du Championnat du monde 2013 en Espagne, il obtient sa première médaille d'or, étant par ailleurs élu meilleur pivot de la compétition. 
Le 19 juillet 2013, à la suite de la liquidation de l'Atlético Madrid, il signe au KS Kielce en Pologne pour une durée de 5 ans. Il y reste finalement sept saisons et réalise chaque années les doublés Championnat-Coupe de Pologne exceptée pour l'année 2020 où la Coupe de Pologne a été arrêtée pour cause de pandémie de Covid-19.
À l'été 2020, il retrouve son club formateur, le Bidasoa Irun où il termine sa carrière en 2023. En son honneur, le club retire alors le numéro 13.

## Palmarès

### Club
Compétitions internationales
- Ligue des champions (C1)
  - Vainqueur (1) : 2015 (avec KS Kielce)
  - Finaliste en  2011, 2012 (avec Ciudad Real/Atl. Madrid)
- Coupe des vainqueurs de coupe (C2)
  - Finaliste en 2007 (avec Ademar León)
- Coupe du monde des clubs
  - Vainqueur (2) : 2010, 2012 (avec Ciudad Real/Atl. Madrid)
  - Finaliste en 2011

Compétitions nationales
- Championnat d'Espagne
  - Vainqueur (1) : 2010
  - Vice-champion (4) : 2011, 2012, 2013, 2021
- Coupe d'Espagne
  - Vainqueur (3) : 2011, 2012, 2013
  - Finaliste (1) : 2007
- Coupe ASOBAL
  - Vainqueur (1) : 2009
  - Finaliste (5) : 2008, 2010, 2012, 2013, 2022
- Supercoupe d'Espagne
  - Vainqueur (2) : 2011, 2012
  - Finaliste en 2010, 2013
- Championnat de Pologne
  - Vainqueur (7) : 2014, 2015, 2016, 2017, 2018, 2019, 2020
- Coupe de Pologne
  - Vainqueur (6) : 2014, 2015, 2016, 2017, 2018, 2019

### Équipe d'Espagne
Jeux olympiques
- 7e place aux Jeux olympiques de 2012 de Londres
- Médaillé de bronze aux Jeux olympiques de 2020 de Tokyo

Championnats du monde
- Médaillé de bronze au Championnat du monde 2011 en Suède
- Médaillé d'or au Championnat du monde 2013 en Espagne
- 4e place au Championnat du monde 2015 au Qatar
- 5e place au Championnat du monde 2017 en France
- 7e place au Championnat du monde 2019 au Danemark et en Allemagne

Championnats d'Europe
- 9e place au Championnat d'Europe 2008 en Norvège
- 6e place au Championnat d'Europe 2010 en Autriche
- 4e place au Championnat d'Europe 2012 en Serbie
- Médaille de bronze au Championnat d'Europe 2014 au Danemark
- Médaille d'argent au Championnat d'Europe 2016 en Pologne
- Médaille d'or au Championnat d'Europe 2018 en Croatie
- Médaille d'or au Championnat d'Europe 2020 en Suède/Autriche/Norvège

### Récompenses individuelles
- Élu meilleur joueur du Championnat d'Espagne (3) : 2010[2], 2012[3], 2013[4]
- Élu meilleur pivot aux Jeux olympiques de 2012[6]
- Élu meilleur pivot du Championnat du monde 2013[7]
- Élu meilleur pivot du Championnat d'Europe 2014[8]
- Élu meilleur pivot du Championnat d'Europe 2016
- Élu meilleur pivot du Championnat d'Espagne (4) : 2010, 2011, 2012, 2013
- Élu meilleur pivot et meilleur buteur de la Supercoupe d'Espagne : 2011
- Élu meilleur pivot de la Ligue des champions en 2018-2019
- Élu dans l’équipe « 7 Monde » par le journal L’Équipe en 2013[9].